# 联邦执行委员会
联邦执行委员会（阿拉伯語：المجلس التنفيذي للفيدرالية，羅馬化：Mawtbo Suronoyo d'Federaloyotho），简称执行委员会，是罗贾瓦的一个联合协调委员会，负责监督叙利亚民主委员会联邦大会制定的政策的实施。